# MSV Duisburg (Frauenfußball)
Die Frauenfußballabteilung des MSV Duisburg besteht seit dem 1. Januar 2014 durch die Übernahme der Spielrechte des insolventen FCR 2001 Duisburg. Spielort ist die Schauinsland-Reisen-Arena. Die erste Mannschaft spielte von 2016 bis 2021 und von 2022 bis 2024 in der Bundesliga. Nachdem wegen finanzieller Schwierigkeiten auf das Startrecht in der 2. Bundesliga verzichtet worden war und der Westdeutsche Fußballverband eine Eingliederung in die Regionalliga West verweigert hatte, nimmt die Mannschaft in der Saison 2024/25 nicht am regulären Ligaspielbetrieb teil. Zur Saison 2025/26 tritt der MSV Duisburg in der viertklassigen Niederrheinliga an.
Die zweite Mannschaft tritt in der Landesliga Niederrhein an.

## Geschichte

### FCR 2001 Duisburg

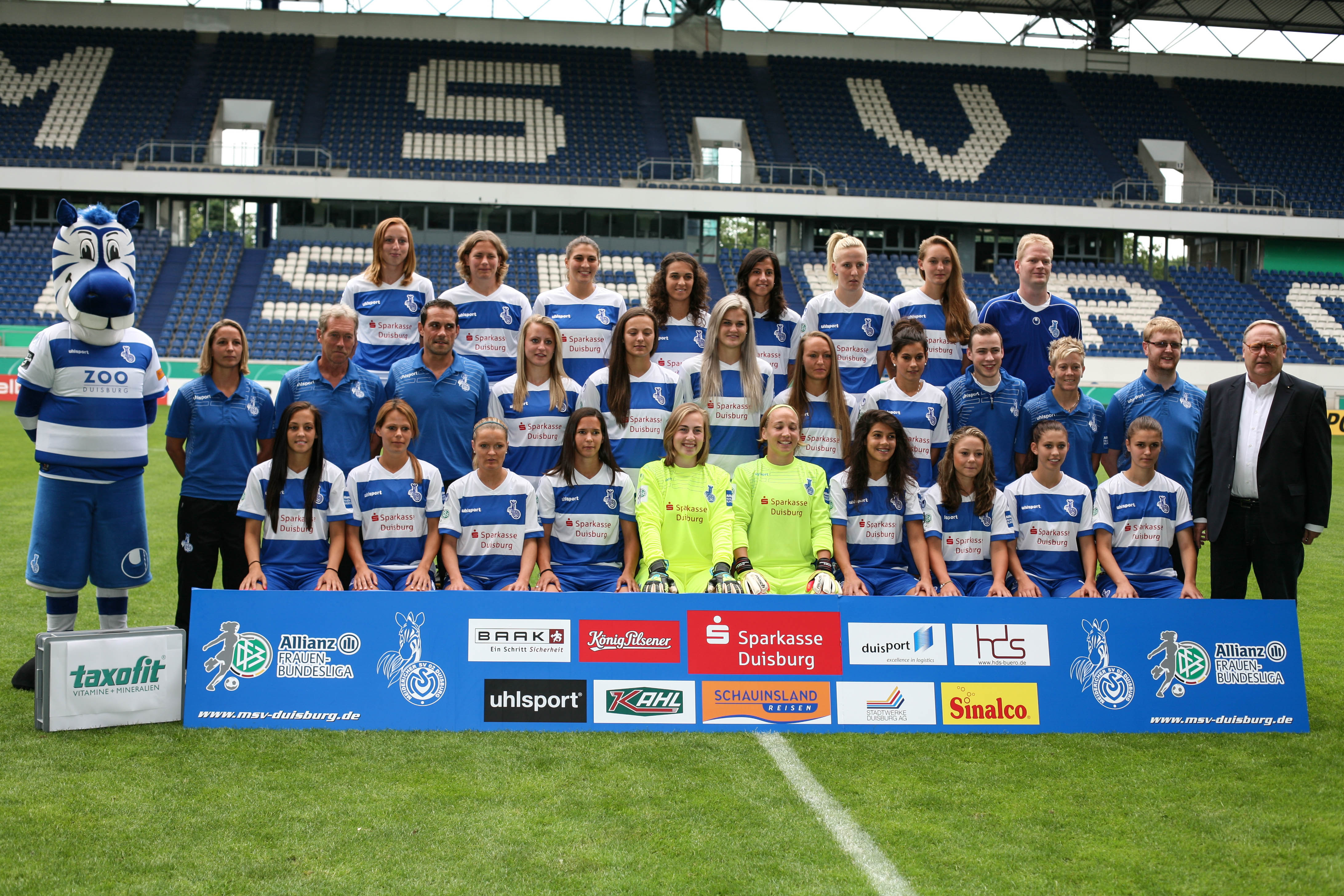
Mannschaftsfoto (2014)

Die Wurzeln des FCR 2001 Duisburg liegen beim am 9. Januar 1955 gegründeten FC Rumeln-Kaldenhausen, der im Jahre 1977 eine Frauenmannschaft gründete. Diese stieg 1990 in die seinerzeit zweitklassige Regionalliga West und drei Jahre später in die Bundesliga auf. Während der Saison 1997/98 benannte sich der Verein in FCR Duisburg 55 um. 1998 gewann der Verein den DFB-Pokal und zwei Jahre später die Meisterschaft. Am 8. Juni 2001 machte sich die Frauenfußballabteilung des FCR als FCR 2001 Duisburg selbständig.
In den Jahren 2009 und 2010 gewann der Verein erneut den DFB-Pokal. Größter Erfolg der „Löwinnen“ war der Gewinn des UEFA Women’s Cup 2009 gegen den russischen Verein Swesda 2005 Perm. Am 23. Januar 2013 stellte der Verein beim Amtsgericht Duisburg einen ersten Insolvenzantrag. Zwar konnte eine Insolvenz zunächst umgangen werden, doch hätte laut Insolvenzverwalter ein fortwährender Spielbetrieb ab der Saison 2014/15 nicht mehr gewährleistet werden können. Daher wurden Zusammenschlüsse mit dem MSV Duisburg und dem VfB Homberg, mit dem man sich das PCC-Stadion teilte, in Betracht gezogen. Letztlich entschied man sich für den MSV, dem zur Rückrunde der Saison 2013/14 die Spielrechte der Frauen- und Nachwuchsmannschaften übertragen wurden. Die dafür nötige Zustimmung gab der DFB am 27. Dezember 2013. Die Mitglieder des FCR mussten aus dem Verein aus- und in den Meidericher Spielverein 02 e. V. Duisburg eintreten. Der Fußballclub Rumeln 2001 Duisburg e. V. ging zum 1. Januar 2014 in die Insolvenz.

### MSV Duisburg
| Saison  | Liga               | Platz | Tore  | Punkte |
| ------- | ------------------ | ----- | ----- | ------ |
| 2013/14 | Bundesliga         | 010   | 18:49 | 22     |
| 2014/15 | Bundesliga         | 011   | 27:45 | 17     |
| 2015/16 | 2. Bundesliga Nord | 01    | 75:14 | 66     |
| 2016/17 | Bundesliga         | 010   | 19:49 | 16     |
| 2017/18 | Bundesliga         | 09    | 16:33 | 18     |
| 2018/19 | Bundesliga         | 09    | 21:66 | 19     |
| 2019/20 | Bundesliga         | 09    | 19:47 | 17     |
| 2020/21 | Bundesliga         | 12    | 15:61 | 07     |
| 2021/22 | 2. Bundesliga      | 02    | 59:26 | 60     |
| 2022/23 | Bundesliga         | 10    | 15:47 | 18     |
| 2023/24 | Bundesliga         | 12    | 16:64 | 4      |

In der Winterpause konnte der Kader der Frauenmannschaft bis auf Gülhiye Cengiz (Karriereende), Lieke Martens (Kopparbergs/Göteborg FC) und Jackie Groenen (Chelsea Ladies) gehalten werden. Am Saisonende wurde mit Platz 10 die Klasse knapp gehalten. Nach nur drei Siegen in der Saison 2014/15 stieg der Verein in die 2. Bundesliga Nord ab. Dort schafften die Duisburgerinnen den direkten Wiederaufstieg und stellten mit 22 Siegen aus 22 Spielen einen neuen Ligarekord auf. Nachdem Trainerin Inka Grings Anfang April 2017 ihren Rücktritt zum Saisonende ankündigt hatte, ernannte der MSV Christian Franz-Pohlmann zum neuen Cheftrainer für die nachfolgende Spielzeit. Nach rund einem halben Jahr wurde Franz-Pohlmann am 14. Februar 2018 von Duisburg freigestellt, der bisherige Co-Trainer Robert Augustin übernahm den Posten interimistisch bis zur Verpflichtung von Thomas Gerstner. 2021 stieg der MSV mit lediglich 7 Saisonpunkten ab. Gerstner verließ den Verein im Sommer, sein Nachfolger wurde der Däne Henrik Lehm. In der Folgesaison gelang der direkte Wiederaufstieg.
Als Tabellenletzter, dem in der Saison 2023/24 kein einziger Sieg gelungen war, stand die Mannschaft vorzeitig als sportlicher Absteiger in die 2. Bundesliga fest. Jedoch hatten sich bereits zuvor Finanzierungsprobleme abgezeichnet, die eine Fortsetzung des Betriebs der Frauenfußballabteilung gefährdeten. Anfang Juni gab der MSV unter Verweis auf den Abstieg der Männermannschaft in die Regionalliga und die daraus resultierenden finanziellen Defizite bekannt, den Antrag auf Teilnahme an der 2. Bundesliga zurückgezogen zu haben. Eine Eingliederung in die Regionalliga West wurde jedoch vom Westdeutschen Fußballverband vorgeblich aus formalen Gründen verweigert, so dass die erste Mannschaft im Spieljahr 2024/25 nicht am Ligaspielbetrieb teilnimmt und anschließend – als RL-Absteiger geltend – der viertklassigen Niederrheinliga angehören wird.

## Ehemalige Spielerinnen
- Simone Laudehr
- Alexandra Popp
- Inka Grings
- Linda Bresonik
- Turid Knaak
- Miray Cin
- Carole Costa
- Julia Debitzki
- Barbara Dunst
- Gina Ebels
- Vanessa Fürst
- Meret Günster
- Antonia-Johanna Halverkamps
- Meike Kämper
- Virginia Kirchberger
- Rahel Kiwic
- Laura Luís
- Ena Mahmutovic
- Lisa Makas
- Meikayla Moore
- Sofia Nati
- Jennifer Oster
- Stina Lykke Petersen
- Dolores Silva
- Gaëlle Thalmann
- Stefanie Weichelt
- Danica Wu
- Yvonne Zielinski

## Weitere Mannschaften

### 2. Mannschaft
Die 2. Mannschaft spielte seit der Rückrunde der Saison 2013/14 in der drittklassigen Regionalliga West. Die nachfolgende Saison beendete das Team als Vize-Meister hinter Borussia Mönchengladbach. Nach dem Abstieg aus der Regionalliga West spielte das Team ab 2017 in der Niederrheinliga, aus der es 2023 ebenfalls abstieg. Seitdem gehört die Mannschaft der Landesliga Niederrhein an.

### Juniorinnen
Mit der Übernahme der Spielrechte der drei Juniorinnenteams des FCR 2001 Duisburg stellte der MSV zur Rückrunde der Saison 2013/14 in den Altersklassen U17 (B-Jugend), U15 (C-Jugend) und U13 (D-Jugend) jeweils eine Mannschaft. Die U17 gehörte von 2016 bis 2018 der B-Juniorinnen-Bundesliga West/Südwest an. Nachdem das Team zwischenzeitlich bis in die Niederrheinliga abgestiegen war, gelang mit der Meisterschaft in der Saison 2023/24 die Rückkehr in die B-Juniorinnen-Regionalliga West.